# بني أورى العيون (عين تيزغة)
بني أورى العيون هي إحدى مشيخات المملكة المغربية، تتبع جغرافيا لإقليم بنسليمان وإداريًا لعين تيزغة. يقدر عدد سكانها بـ 3536 نسمة حسب الإحصاء الرسمي للسكان والسكنى لسنة 2004.